# Donskoj
Donskoj (ryska Донско́й) är en stad i Tula oblast i Ryssland. Folkmängden uppgick år 2015 till cirka 64 400 invånare.